# ديفيد ليفي ستراوس
ديفيد ليفي ستراوس (بالإنجليزية: David Levi Strauss)‏ هو صحفي أمريكي، ولد في 10 مارس 1953.